# NGC 6727
NGC 6727 (другое обозначение — ESO 396-N14) — отражательная туманность в созвездии Южной Короны.
Этот объект входит в число перечисленных в оригинальной редакции «Нового общего каталога».